# Fumiko Orikasa

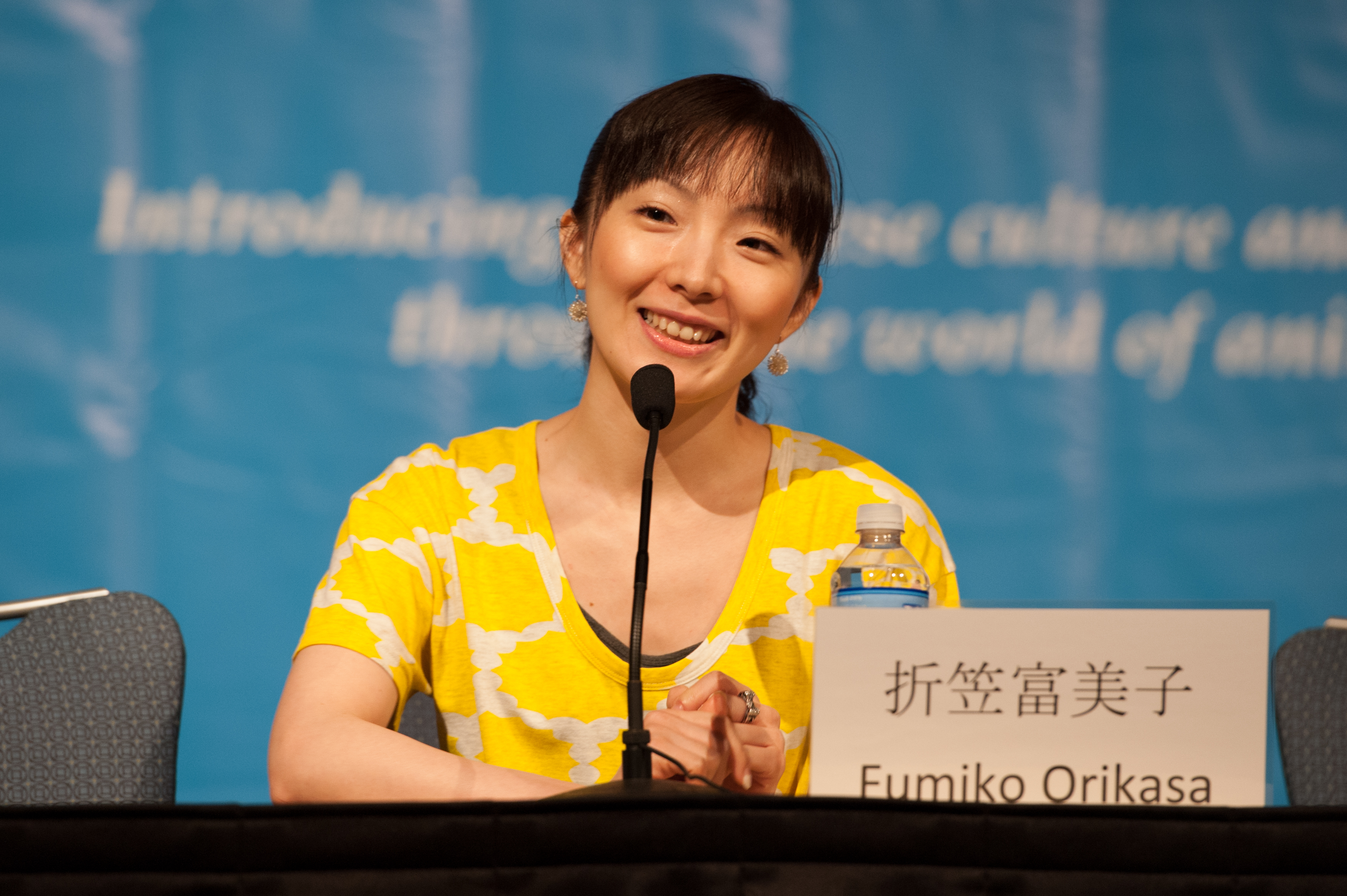
Fumiko Orikasa, 2012

Fumiko Orikasa (jap. 折笠 富美子, Orikasa Fumiko; * 27. Dezember 1974 in Taitō, Tokio) ist eine japanische Schauspielerin, Synchronsprecherin (Seiyū) und Sängerin.

## Biografie
Vor ihrer Synchronsprecherkarriere war sie Schauspielerin des Super Eccentric Theatre. Ihr Debüt als Synchronsprecherin gab sie 1999 in Great Teacher Onizuka in der sie gleich eine führende Rolle übernahm. Sie spricht eine große Bandbreite von Charakteren.
Bis zum 28. Februar 2007 arbeitete sie als Synchronsprecherin für Haikyō, danach für Atomic Monkey und Pioneer LDC (Geneon Entertainment).

## Filmografie (Auswahl)
- 2000: Great Teacher Onizuka …als Azusa Fuyutsuki, Kyoko Sasaki, Mikan
- 2000: NieA_7 …als Chiaki Komatsu
- 2000: Vandread …als Meia Gisborn
- 2001: Digimon Tamers …als Ruki Makino
- 2001: Millennium Actress (Film) …als Chiyoko Fujiwara (Teenager)
- 2001: One Piece …als Miss Valentine
- 2001–2002: Hellsing …als Seras Victoria
- 2002: RahXephon …als Kim Hotaru
- 2002: Haibane Renmei …als Hikari
- 2002: Saishū Heiki Kanojo …als Chise
- 2002: Space Pirate Captain Herlock …als Nana
- 2002–2003: Chobits …als Yuzuki
- 2003: Aquarian Age (Film) …als Misuzu Itsukushima
- 2003: Atashin’chi (Film) …als Mikan Tachibana
- 2003: Scrapped Princess …als Pacifica Casull, Celia
- 2003: Stellvia …als Yayoi Fujisawa
- 2003: Stratos 4 …als Karin Kikuhara
- 2003: Tsukihime …als Ciel
- 2003–2004: Kaleido Star …als Marion
- 2004: Samurai 7 …als Kirara Mikumari
- 2004–2005: Kidō Senshi Gundam Seed Destiny …als Meyrin Hawke
- 2004–2011: Bleach …als Rukia Kuchiki
- 2005–2007: Saint Seiya – Meiō Hades Meikai Hen …als Saori Kido/Athena
- 2006: Higurashi no Naku Koro ni …als Rumiko Chie
- 2006–2007: Code Geass: Lelouch of the Rebellion …als Shirley Fenette
- 2007: Dennō Coil …als Yasako
- 2007: Mononoke …als Setsuko Ichikawa
- 2007–2009: Ichigo Mashimaro …als Miu Matsuoka
- 2008: Bōnen no Xam’d …als Haru Nishimura
- 2009–2010: Fullmetal Alchemist …als Riza Hawkeye
- 2011–2012: Gin Tama …als Kyūbei Yagyū
- You’re Under Arrest! zweite Staffel …als Sena Nakajima

### Ausländische Produktionen
- CSI: Den Tätern auf der Spur (Nora Easton)
- High School Musical (Gabriela Montez)

## Diskografie

### Alben
1. 2004: Lune
2. 2005: Flower
3. 2007: Uraraka easy (うららか easy)
4. 2009: Serendipity

### Singles
1. 2003: Rinne no Hate ni… (輪廻の果てに…)
2. 2006: Sweetie